# Philidris myrmecodiae
Philidris myrmecodiae är en myrart som först beskrevs av Carlo Emery 1887.  Philidris myrmecodiae ingår i släktet Philidris och familjen myror.

## Underarter
Arten delas in i följande underarter:
- P. m. andamanensis
- P. m. mandibularis
- P. m. myrmecodiae
- P. m. nigriventris